# Верхняя Талица (Удмуртия)
Верхняя Талица — деревня в Воткинском районе Удмуртской Республики России.

## География
Деревня находится в восточной части республики, в подзоне южной тайги, на правом берегу реки Талицы, на расстоянии примерно 9 километров (по прямой) к западу от города Воткинска, административного центра района. Абсолютная высота — 115 метров над уровнем моря.

### Климат
Климат характеризуется как умеренно континентальный, с продолжительной холодной многоснежной зимой и коротким относительно жарким летом. Среднегодовая температура воздуха — 1,4 °С. Средняя температура воздуха самого тёплого месяца (июля) — 17,5 °C (абсолютный максимум — 34,3 °C); самого холодного (января) — −15 °C (абсолютный минимум — −43 °C). Вегетационный период длится 160 дней. Среднегодовое количество атмосферных осадков составляет 527 мм, из которых 376 мм выпадает в период с апреля по октябрь. Снежный покров держится в течение 172 дней.

## История
В период 1929—1998 г.г. в деревне работал колхоз «12 годовщина Октября».
Верхняя Талица возглавляла Верхнеталицкого сельского поселения до его упразднения Законом Удмуртской Республики от 10.06.2021 № 65-РЗ, когда к 25 июня 2021 года муниципальный район и входящие в его состав сельские поселения были преобразованы в муниципальный округ (слово район в официальном названии сохраняется).

## Население
| 2010 | 2012 |
| ---- | ---- |
| 860  | ↗895 |

### Национальный состав
Согласно результатам переписи 2002 года, в национальной структуре населения удмурты составляли 49 % из 777 чел., русские — 48 %.

## Известные уроженцы, жители
В 1940 году в деревне родился Александр Алексеевич Гребенкин — поэт, ветеран труда, член Союза писателей России.